# Edt bei Lambach
Edt bei Lambach ist eine Gemeinde in Oberösterreich im Bezirk Wels-Land im Hausruckviertel mit 2356 Einwohnern (Stand 1. Jänner 2024).

## Geografie
Edt bei Lambach liegt auf 330 m Höhe im Hausruckviertel. Die Gemeinde gehörte bis 2012 zum Gerichtsbezirk Lambach und ist seit dem 1. Jänner 2013 Teil des Gerichtsbezirks Wels. Die Ausdehnung beträgt von Nord nach Süd 4,4 km und von West nach Ost 9,3 km. Die Gesamtfläche beträgt 21,3 km². 27,7 % der Fläche sind bewaldet und 62,4 % der Fläche sind landwirtschaftlich genutzt.

### Gemeindegliederung
Das Gemeindegebiet umfasst folgende 29 Ortschaften (in Klammern Einwohnerzahl Stand 1. Jänner 2024):
- Aichham (15)
- Aigen (20)
- Bergern (8)
- Brandstatt (4)
- Breitenberg (17)
- Edt (30)
- Fluchtwang (123)
- Graben (580)
- Hagenberg (167)
- Hölzlberg (4)
- Holzmanning (8)
- Klaus (48)
- Kreisbichl (35)
- Kropfing (963)
- Laimberg (11)
- Mairlambach (13)
- Mernbach (40)
- Mitterberg (23)
- Niederschwaig (12)
- Niederzeiling (8)
- Oberroithen (6)
- Oberzeiling (21)
- Roith (7)
- Saag (117)
- Schlatt (9)
- Schmidhub (0)
- Sperr (29)
- Unterroithen (31)
- Winkling (7)

Die Gemeinde besteht aus den Katastralgemeinden Edt, Kreisbichl und Mayrlambach. Größter Ort und Sitz der Verwaltung ist Kropfing.

### Nachbargemeinden
| Pennewang              |                                             | Gunskirchen |
| Neukirchen bei Lambach | Kompassrose, die auf Nachbargemeinden zeigt |             |
| Lambach                | Bad Wimsbach-Neydharting                    | Fischlham   |

## Geschichte
Ursprünglich im Ostteil des Herzogtums Bayern liegend, gehörte der Ort seit dem 12. Jahrhundert zum Herzogtum Österreich. Ab 1490 wurde er dem Fürstentum Österreich ob der Enns zugerechnet.
Während der Napoleonischen Kriege war der Ort mehrfach besetzt.
Seit 1918 gehört der Ort zum Bundesland Oberösterreich. Nach dem Anschluss Österreichs an das Deutsche Reich am 13. März 1938 gehörte der Ort zum Gau Oberdonau. An der Gemeindegrenze zwischen Gunskirchen und Edt bei Lambach wurde 1942 das Konzentrationslager Gunskirchen als Nebenlager des KZ Mauthausen errichtet, in dem vor allem ungarische Juden interniert und umgebracht wurden. Nach 1945 erfolgte die Wiederherstellung Oberösterreichs.
In der Gemeinde gab es einige Western-Windräder aus der Zeit um den Zweiten Weltkrieg, die als „Windbrunnen“ Grundwasser förderten. Sie waren noch um 1970 am ebenen Land markant sichtbar, wurden jedoch im Zuge von Elektrifizierung und wegen Wartungsbedarfs zunehmend abgebaut. Das letzte erhalten gebliebene steht beim Bauernhof in Unterroithen 5, wurde 1987/88 von Feuerwehr und Gemeinde als im Wappen aufscheinendes Wahrzeichen optisch restauriert und ist  von der Landesstraße B1 gut zu sehen.

## Kultur und Sehenswürdigkeiten
- Gedenkort KZ-Außenlager Gunskirchen
- Rote Kapelle
- Kapelle Winkling

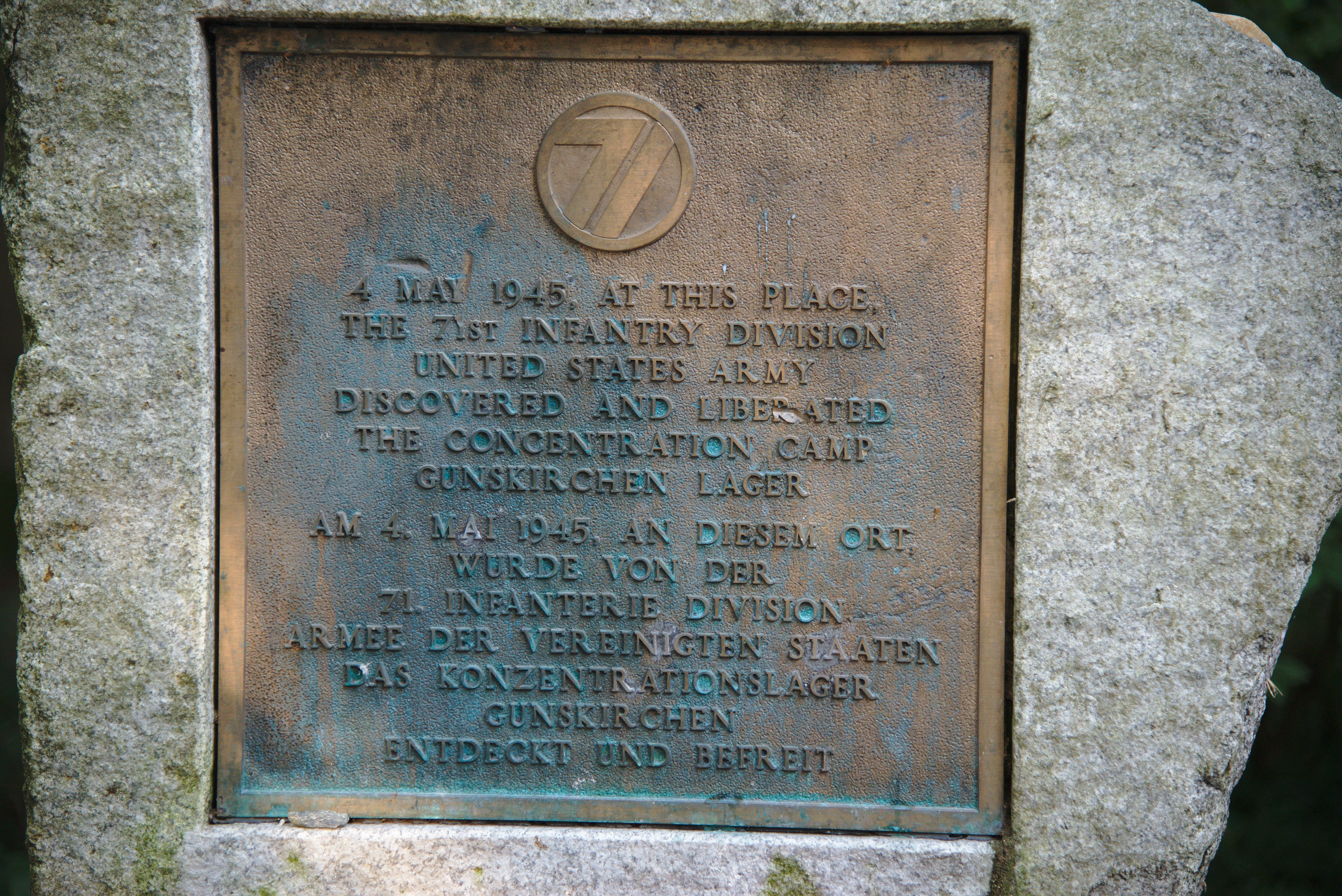
Denkmal zur Befreiung im KZ-Außenlager Gunskirchen
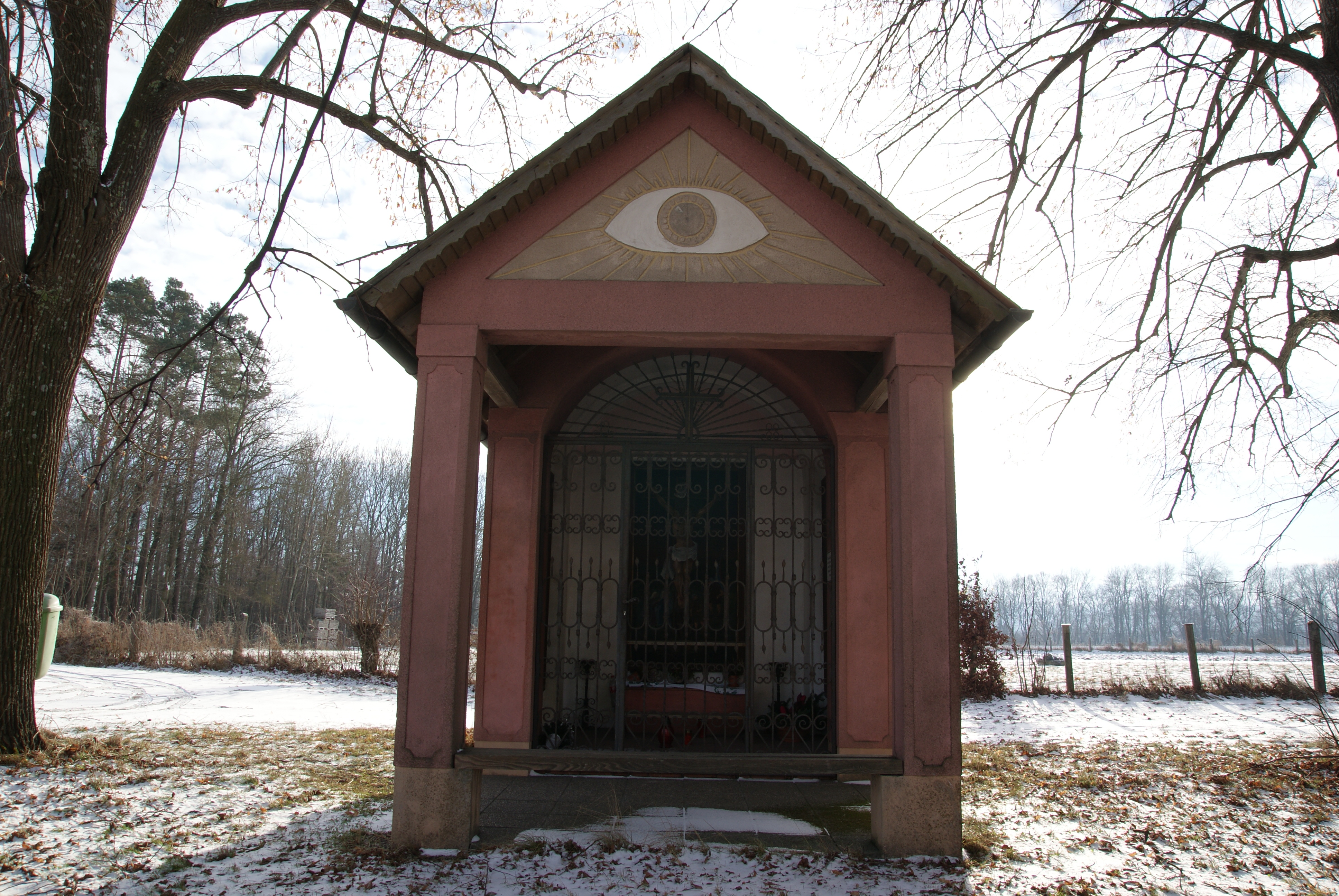
Rote Kapelle
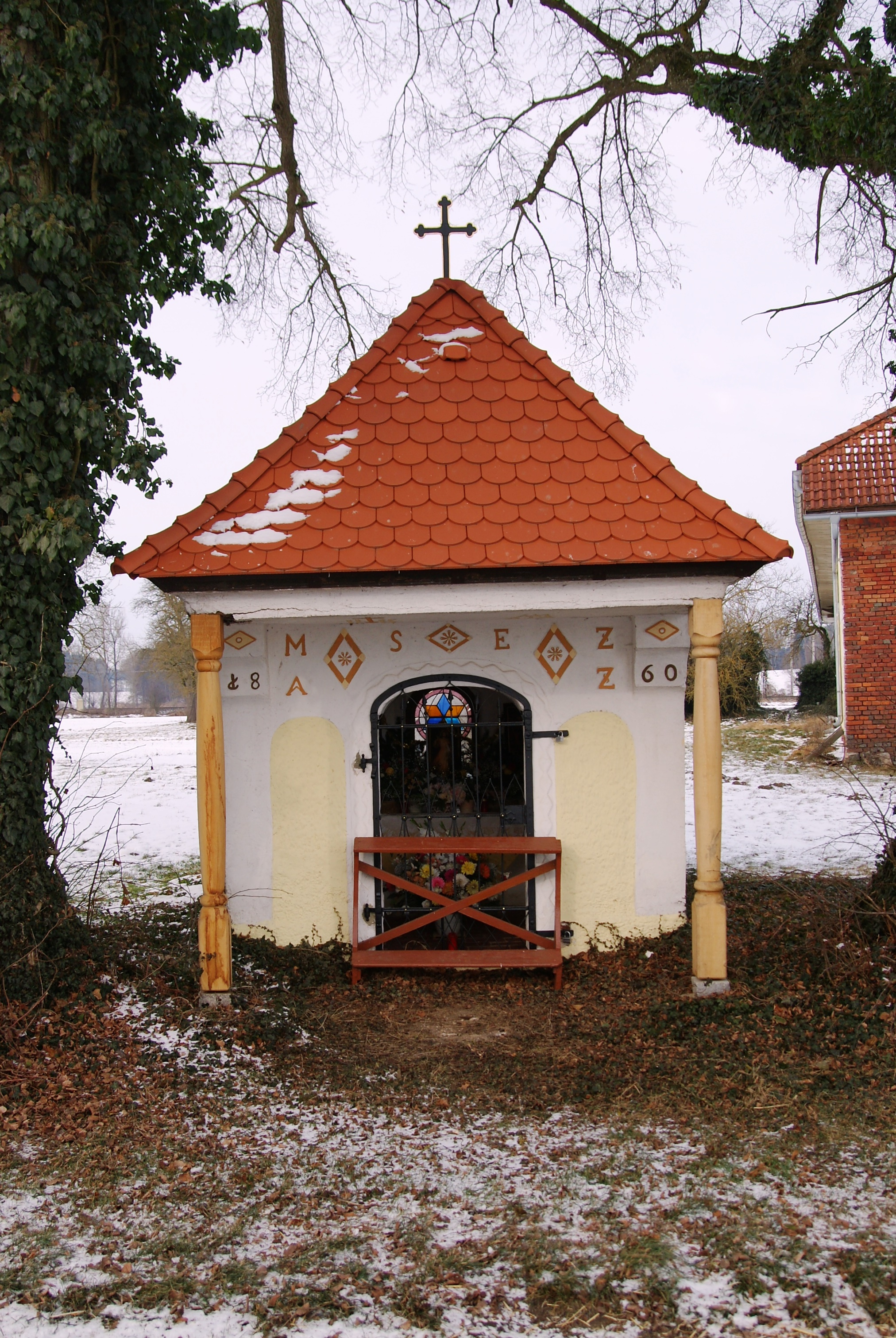
Kapelle Winkling

## Wirtschaft und Infrastruktur

### Wirtschaftssektoren
Von den 78 landwirtschaftlichen Betrieben des Jahres 2010 wurden 22 im Haupt-, 37 im Nebenerwerb und einer von einer Personengemeinschaft geführt. Im Produktionssektor arbeiteten 52 Erwerbstätige im Bereich Warenherstellung, 19 im Baugewerbe, 13 in der Wasserver- und Abfallentsorgung und zwei im Bergbau. Die wichtigsten Arbeitgeber des Dienstleistungssektors waren die Bereiche Verkehr (590), Handel (217), freiberufliche Dienstleistungen (79) und soziale und öffentliche Dienste (54 Mitarbeiter).
| Wirtschaftssektor            | Anzahl Betriebe | Anzahl Betriebe | Erwerbstätige | Erwerbstätige |
| Wirtschaftssektor            | 2011            | 2001            | 2011          | 2001          |
| ---------------------------- | --------------- | --------------- | ------------- | ------------- |
| Land- und Forstwirtschaft 1) | 60              | 78              | 52            | 46            |
| Produktion                   | 20              | 16              | 86            | 125           |
| Dienstleistung               | 108             | 49              | 966           | 741           |

1) Betriebe mit Fläche in den Jahren 2010 und 1999

### Unternehmen

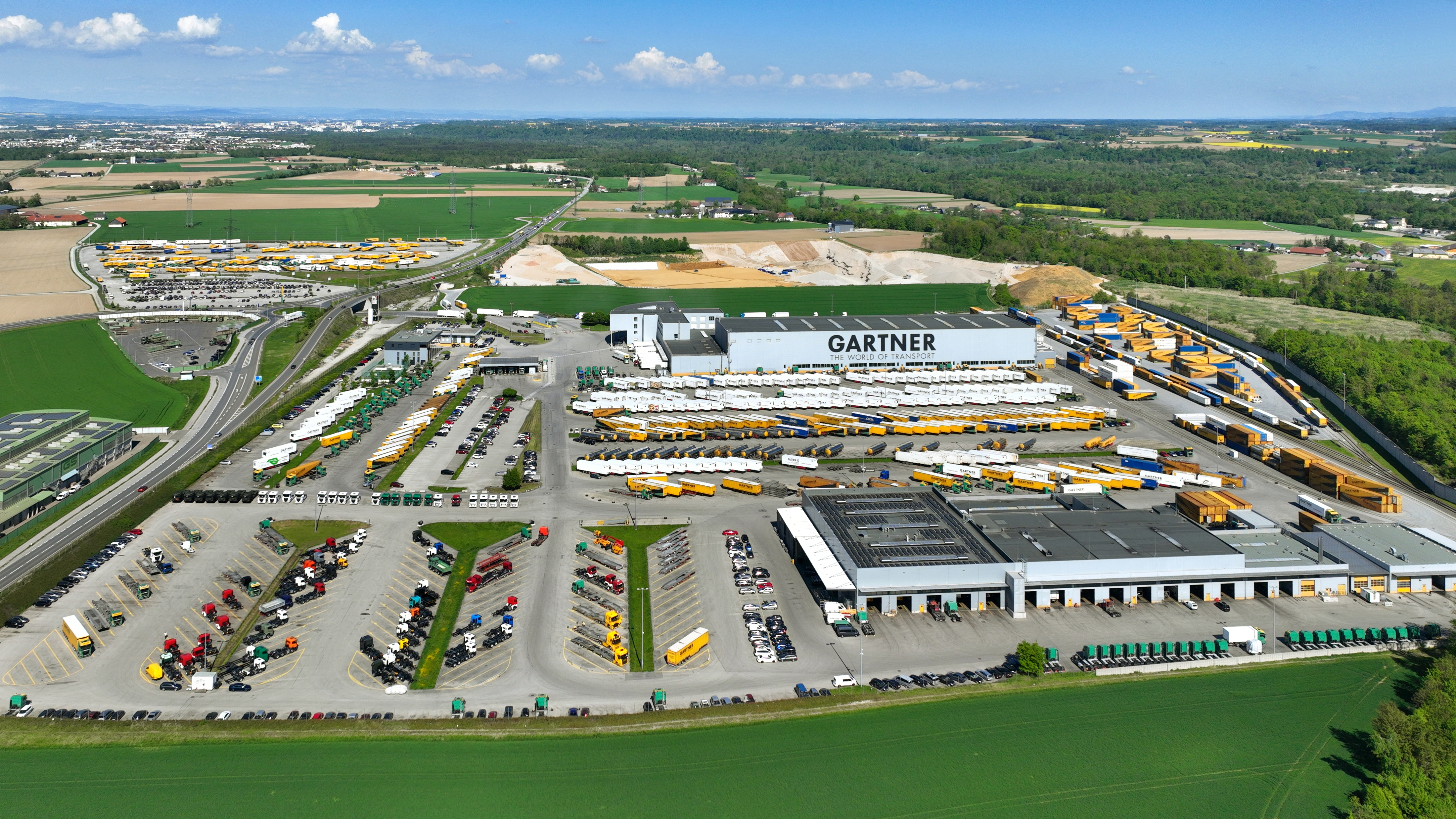
Zentrale von Gartner KG

Die Firmen Gartner KG, Gebrüder Gratz und AGATEX Feinchemie GmbH haben ihren Hauptsitz in Edt bei Lambach.

### Öffentliche Gebäude
- Feuerwehrhaus in Edt-Winkling
- Feuerwehrhaus in Edt-Klaus
- Kindergarten
- Gemeindeamt
- Veranstaltungszentrum KOMEDT

### Sport und Freizeit
Edt besitzt einen Fußballplatz, Tennisplätze, einen Volleyballplatz und ebenso einen Funcourt.

## Politik
Der Gemeinderat hat 19 Mitglieder.
- Mit den Gemeinderats- und Bürgermeisterwahlen in Oberösterreich 1997 hatte der Gemeinderat folgende Verteilung: 14 ÖVP, 5 FPÖ, 5 SPÖ und 1 GRÜNE. (25 Mandate)
- Mit den Gemeinderats- und Bürgermeisterwahlen in Oberösterreich 2003 hatte der Gemeinderat folgende Verteilung: 14 ÖVP, 7 SPÖ, 2 FPÖ und 2 Sonstige. (25 Mandate)
- Mit den Gemeinderats- und Bürgermeisterwahlen in Oberösterreich 2009 hatte der Gemeinderat folgende Verteilung: 15 ÖVP, 6 SPÖ und 4 FPÖ. (25 Mandate)
- Mit den Gemeinderats- und Bürgermeisterwahlen in Oberösterreich 2015 hatte der Gemeinderat folgende Verteilung: 14 ÖVP, 6 FPÖ und 5 SPÖ. (25 Mandate)
- Mit den Gemeinderats- und Bürgermeisterwahlen in Oberösterreich 2021 hat der Gemeinderat folgende Verteilung: 9 ÖVP, 7 SPÖ und 3 FPÖ. (19 Mandate)[6][7]

| Partei | 2015    | 2015    | 2009  | 2009    | 2003  | 2003    | 1997  | 1997    |
| Partei | Prozent | Mandate | %     | Mandate | %     | Mandate | %     | Mandate |
| ------ | ------- | ------- | ----- | ------- | ----- | ------- | ----- | ------- |
| ÖVP    | 52,31   | 14      | 57,83 | 15      | 51,55 | 14      | 52,13 | 14      |
| FPÖ    | 25,35   | 6       | 15,72 | 4       | 9,45  | 2       | 21,55 | 5       |
| SPÖ    | 22,34   | 5       | 22,83 | 6       | 29,23 | 7       | 20,63 | 5       |
| GRÜNE  |         |         |       |         |       |         | 5,68  | 1       |

### Bürgermeister
Bürgermeister seit 1848 waren:
- 1848–1855 Simon Fuchsberger
- 1855–1861 Joseph Bergmair
- 1861–1864 Mathias Kies
- 1864–1867 Matthias Klausmeir
- 1867–1870 Matthias Mühlleitner
- 1870–1879 Johann Enzendorfer
- 1879–1882 Johann Schmitsberger
- 1882–1885 Josef Kies
- 1885–1891 Georg Johann Zobl
- 1891–1894 Josef Oberndorfer
- 1894–1897 Johann Eibl
- 1897–1900 Josef Oberndorfer
- 1900–1929 Josef Zacherl
- 1929–1938 Franz Zobl
- 1938–1945 Johann Emathinger
- 1945–1955 Franz Zobl
- 1955–1972 Karl Hummer-Niedermyr
- 1972–1985 Josef Mallinger
- 1985–1991 Hermann Wimmer
- 1991–2009 Fritz Bauer-Marschallinger (ÖVP)
- 2009–2020 Maximilian Riedlbauer (ÖVP)[13]
- seit 2020 Alexander Bäck (ÖVP)[13]

## Wappen
Offizielle Beschreibung des 1980 verliehenen Gemeindewappens: In Grün über einem erniedrigten, silbernen Balken, darin zwei rote Scheiben mit je einem goldenen Tatzenkreuz, ein goldenes Windrad.
Das im Symbol auf nur 12 Flügel reduzierte Windrad steht für das Wahrzeichen des Orts: das letzte, unvollständig erhaltene, 32-flügelige Western-Windrad, das, wie auch einige andere im Ort  ehemals Grundwasser hochpumpte.
Die Farbe Grün soll die agrarisch dominierte Landschaft des Ortes wiedergeben, da der Großteil der Gemeindefläche von Äckern und Wäldern eingenommen wird. Die zwei Kreuze repräsentieren die zwei ehemaligen Kirchen in Mairlambach und Mernbach. Die Gemeindefarben sind Grün-Weiß-Rot.

## Persönlichkeiten

### Ehrenbürger der Gemeinde
- 2021: Maximilian Riedlbauer, Bürgermeister von Edt bei Lambach 2009–2020[15]

### Söhne und Töchter der Gemeinde
- Josef Zacherl (1867–1939), Bürgermeister 1900–1929

### Personen mit Bezug zur Gemeinde
- Waltraud Stuchlik (* 1946), Gemeinderätin und Abgeordnete zum Oberösterreichischen Landtag
- Kurt Weinberger (* 1961), Versicherungsmanager
- Kevin Wimmer (* 1992), Fußballspieler